# Neritos affinis
Neritos affinis là một loài bướm đêm thuộc phân họ Arctiinae, họ Erebidae.